# شهرستان لا وله-دو-لور
شهرستان لا وله-دو-لور (به انگلیسی: La Vallée-de-l'Or Regional County Municipality) یک منطقهٔ مسکونی در کانادا است که در ابیتیبی-تمیسکامانگ واقع شده‌است. شهرستان لا وله-دو-لور ۲۷٬۱۴۹٫۳۰ کیلومتر مربع مساحت و ۴۲٬۸۹۶ نفر جمعیت دارد.